# سياسة أوزبكستان
جمهورية أوزبكستان جمهورية دستورية رئاسية، يتولى فيها رئيس جمهورية أوزبكستان مهام رئيس الدولة ورئيس الحكومة. تمارس الحكومة مهام السلطة التنفيذية. تُسند السلطة التشريعية إلى غرفتي المجلس الأعلى، وهما مجلس الشيوخ والمجلس التشريعي. تتألف السلطة القضائية (أو الهيئة القضائية) من المحكمة العليا والمحكمة الدستورية والمحكمة الاقتصادية العليا، وذلك لممارسة مهام السلطة القضائية.
لم تقترن الحركة نحو الإصلاح الاقتصادي في أوزبكستان حركة نحو الإصلاح السياسي. بدلًا من ذلك، أحكمت حكومة أوزبكستان قبضتها منذ الاستقلال (1 سبتمبر 1991)، قامت بقمع جماعات المعارضة على نحو متزايد. رغم تغير الأسماء، بقيت مؤسسات الحكم مماثلة لتلك التي كانت موجودة قبل تفكك الاتحاد السوفيتي. بررت الحكومة تقييد التجمعات السلمية وأحزاب المعارضة ووسائل الإعلام عبر التأكيد على الحاجة إلى الاستقرار واتباع نهج تدريجي للتغيير خلال الفترة الانتقالية، مستشهدة بالصراع والفوضى في الجمهوريات السابقة الأخرى (مستشهدة بالمثال الأكثر إقناعًا، جمهورية طاجيكستان المجاورة). حظي هذا النهج بمصداقية لدى شريحة كبيرة من شعب أوزبكستان، وإن كان هذا الموقف قد لا يدوم على المدى الطويل.
على الرغم من آثار التغيير المؤسسي، شهدت السنوات الأولى من الاستقلال مقاومة أكثر، مقارنة مما شهدته من القبول، للتغييرات المؤسسية اللازمة لترسيخ الإصلاح الديمقراطي. بغض النظر عن الحركة الأولية نحو الديمقراطية التي كانت موجودة في أوزبكستان في الأيام الأولى من الاستقلال، فيبدو أنه قد جرى التغلب عليها بفعل جمود القيادة المركزية القوية الباقية على الطراز السوفييتي.

## الاستقلال
في الحقبة السوفيتية، نظمت أوزبكستان حكومتها وحزبها الشيوعي المحلي وفقًا للهيكل والبنية المحددة لجميع الجمهوريات. احتل الحزب الشيوعي السوفيتي (سي بّي إس يو) القيادة الرئيسية في حكم البلاد. زود الحزب هيكل الحكومة بكلا من التوجيه والأشخاص. يُعتبر نظام الحكومة بيروقراطي على نحو صارم: فكل مستوى من مستويات الحكومة وكل هيئة حكومية تجد انعكاس صورتها في الحزب. كان نظام نومينكتورا هو الأداة التي استخدمها الحزب الشيوعي السوفيتي لمراقبة الجهاز البيروقراطي، وهي قائمة بالوظائف الحساسة في الحكومة وغيرها من المنظمات الهامة لا يمكن شغلها إلا بموافقة الحزب. حدد أفراد النومينكتورا القيادة السياسية السوفيتية، وكان الأشخاص المدرجة أسماؤهم في القائمة أعضاء في الحزب الشيوعي السوفيتي.
عقب فشل الانقلاب ضد حكومة ميخائيل غورباتشوف في موسكو في أغسطس 1991، أعلن مجلس السوفييت الأعلى في أوزبكستان استقلال الجمهورية التي أصبحت تُعرف باسم جمهورية أوزبكستان. في الوقت نفسه، صوت الحزب الشيوعي لأوزبكستان لصالح قطع علاقاته مع الحزب الشيوعي السوفيتي، والذي تغير اسمه بعد ثلاثة أشهر إلى الحزب الشعبي الديمقراطي في أوزبكستان (بّي دي بّي يو)، ولكن قيادة الحزب، في عهد الرئيس إسلام كريموف، بقيت كما هي. أحدث الاستقلال سلسلة من التغييرات المؤسسية، ولكن جوهر الحكم في أوزبكستان تغير على نحو أقل.
في 21 ديسمبر 1991، إلى جانب قادة عشر جمهوريات سوفيتية أخرى، وافق كريموف على حل الاتحاد السوفيتي وتشكيل رابطة الدول المستقلة، التي أصبحت أوزبكستان عضوًا فيها بموجب ميثاق ألما آتا. بعد ذلك بوقت قصير، انتُخب كريموف رئيسًا لأوزبكستان المستقلة في أول انتخابات تنافسية في البلاد الجديدة. حصل كريموف على 86% من الأصوات ضد مرشح المعارضة محمد صالح، والذي أُشيد بخبراءه في ضوء اتهامات بتزوير الانتخابات. رُفض تسجيل حزب بيرلك، حزب المعارضة الرئيسي، في الوقت المناسب لخوض الانتخابات.
في عام 1992، احتفظ الحزب الشعبي الديمقراطي بالهيمنة في ما يخص السلطة التنفيذية والتشريعية للحكومة، والتي كان قد تمتع بها الحزب الشيوعي في أوزبكستان. قُمعت جميع جماعات المعارضة الحقيقية وجرى إحباطها على نحو فعلي. حُظر حزب بيرلك، حزب المعارضة الأصلي، الذي أسسه المثقفون في عام 1989 بتهمة القيام بأنشطة تخريبية مزعومة، الأمر الذي أدى إلى ترسيخ الأساس الذي استند إليه نظام كريموف لتبرير المزيد من الاستبداد: إذ هددت الأصولية الإسلامية بالإطاحة بالدولة العلمانية وإنشاء نظام إسلامي مماثل للنظام في إيران. أكد الدستور، الموافق عليه في ديسمبر 1992، من جديد أن أوزبكستان دولة علمانية. على الرغم من أن الدستور ينص على شكل جديد للسلطة التشريعية، فإن مجلس السوفييت الأعلى الذي يسيطر عليه حزب الشعب الديمقراطي ظل في منصبه لمدة سنتين تقريبًا حتى الانتخابات الأولى للبرلمان الجديد، وهو المجلس الأعلى لأوزبكستان (المجلس العالي)، التي جرت في ديسمبر 1994 ويناير 1995.
في عام 1993، كان قلق كريموف إزاء انتشار الأصولية الإسلامية سببًا في تحفيز مشاركة أوزبكستان في قوة حفظ السلام المتعددة الجنسيات التابعة لرابطة الدول المستقلة والتي أُرسلت لإخماد الحرب الأهلية في طاجيكستان المجاورة- وهي قوة استمر بقاؤها لثلاثة أعوام بسبب استمرار الأعمال القتالية. في الوقت نفسه، واجه القمع المستمر الذي مارسه نظام كريموف في عامي 1993 و1994 انتقادات شديدة من المنظمات الدولية لحقوق الإنسان. في مارس 1995، اتخذ كريموف خطوة أخرى في نفس الاتجاه عبر تأمين الحصول على أغلبية 99% في استفتاء بشأن تمديد فترة ولايته كرئيس من الانتخابات المقرر إجراؤها في عام 1997 إلى عام 2000. في أوائل عام 1995، أعلن كريموف عن سياسة جديدة تقوم على التسامح مع أحزاب وتحالفات المعارضة، وذلك فيما يبدو استجابة للحاجة إلى تحسين الوضع التجاري الدولي لأوزبكستان. سُجل عدد قليل من الأحزاب الجديدة في عام 1995، رغم الشك في درجة معارضتها للحكومة، واستمرار بعض حالات السجن للشخصيات السياسية المعارضة.
استبعدت الانتخابات البرلمانية، وهي الانتخابات الأولى التي جرت في ظل ضمان الدستور الجديد الاقتراع العام لجميع المواطنين البالغين من العمر 18 عامًا أو أكثر، جميع الأحزاب باستثناء حزب الشعب الديمقراطي وحزب تقدم الوطن المؤيد للحكومة، وذلك على الرغم من الوعود السابقة بأن جميع الأحزاب ستكون حرة في المشاركة. كان المجلس الأعلى الجديد، المؤلف من 250 مقعدًا، يضم 69 عضوًا فقط منتخبًا كمرشحين من حزب الشعب الديمقراطي، ولكن ما يقدر بـ120 نائبًا آخر كانوا أعضاء من حزب الشعب الديمقراطي من الناحية العملية ليمثلوا المجالس المحلية بدلًا من تمثيل حزب الشعب الديمقراطي في البرلمان. كانت النتيجة هي استمرار الأغلبية القوية التي حصل عليها كريموف بعد تولي البرلمان الجديد منصبه.